# Asma Afsaruddin
Asma Afsaruddin (en bengali : আসমা আফসারউদ্দিন), née le 19 juillet 1958 à Dacca, est une islamologue américano-bangladaise et universitaire au département des Langues et Cultures moyen-orientales à l'université de l'Indiana à Bloomington.

## Biographie
Asma Afsaruddin est née le 19 juillet 1958 à Dacca, au Bangladesh, fille de Mohammed et Maleka Afsaruddin. Elle épouse Stephen Michael Vinson le 18 août 1990.
Afsaruddin est diplômée du bachelor of Arts de l'Oberlin College, dans l'Ohio, en 1982. Elle est professeuse d'arabe en 1990-1991 à l'université Johns-Hopkins, et y passe son doctorat de philosophie en 1993. Afsaruddin est maître de conférences d'arabe à l'université Harvard depuis 1993, et a enseigné à l'université Notre-Dame-du-Lac,. 
Elle est membre du conseil académique du Prince Alwaleed Bin Talal Center for Muslim-Christian Understanding (en), de l'American Middle East Studies Association et de l'American Academy for Liberal Education,.
En 2015, elle a reçu le Prix mondial du livre (en persan: Jayezeh Jahani) du meilleur nouveau livre d'études islamiques du président iranien Hassan Rohani pour son livre Striving in the Path of God: Jihad and Martyrdom in Islamic Thought. Le livre a également été finaliste pour le British-Kuwait Friendship Society Book Prize en 2014.

## Publications
- 2008 : The First Muslims: History and Memory ;
- 2011 : Islam, the State and Political Authority: Medieval Issues and Modern Concerns ;
- 2013 : Striving in the Path of God: Jihad and Martyrdom in Islamic Thought and Praxis ;
- 2015 : Contemporary Issues in Islam.